# Keirana longicollis
Keirana longicollis är en stekelart som beskrevs av Boucek 1988. Keirana longicollis ingår i släktet Keirana och familjen puppglanssteklar. Inga underarter finns listade i Catalogue of Life.